# Газетчик-Е
Газетчик-Е (Индекс ГРАУ 34Я6Е) — советский и российский комплекс, предназначенный для защиты излучающих РЛС от поражения противорадиолокационными ракетами (ПРР). Разрабатывался Всероссийским научно-исследовательским институтом радиотехники, главный конструктор Аванесов Г. Р. Противодействие ПРР осуществляется путём кратковременного отключения и модуляции излучающего сигнала РЛС в сочетании с применением отстрела дипольных отражателей и формирования аэрозольного облака создающих помехи активным радиолокационным, телевизионным и тепловым головкам самонаведения атакующих ракет.

## Состав комплекса
В состав комплекса входят; автономное устройство обнаружитель ПРР, отвлекающее устройство излучающее в рабочем диапазоне защищаемой РЛС, устройство осуществляющее сопряжение с аппаратурой защищаемой РЛС, установка пуска дипольных отражателей, установка постановки аэрозольных помех. Комплектация комплекса может иметь различный состав оборудования как с добавлением количества дипольных и аэрозольных устройств, так и с отсутствием одной из этих составляющих.

## Технические характеристики
- Зона обзора обнаружителя ПРР:
  - по азимуту, град. 360
  - по углу места, град. +10, +90
- Зона излучения отвлекающих устройств:
  - по азимуту, град. 360
  - по углу места, град. +10, +90
- Вероятность защиты:
  - от одной ПРР типа AGM-88 HARM, не менее 0,85
  - от одной ПРР с тепловой, телевизионной или активной радиолокационной головкой самонаведения  0,85–0,95
- Режим боевой работы  автоматический
- Потребляемая мощность, кВт:
  - обнаружителя ПРР 1,5
  - отвлекающих устройств 2,0
  - средств постановки помех  1,0
- Наработка на отказ, час.:
  - обнаружителя ПРР  500
  - отвлекающих устройств 500
- Среднее время восстановления, час. 0,5
- Время включения, сек  30
- Время свертывания (развертывания), мин  60-90 (зависит от комплектации)[3]